# Bitwa o Ortonę

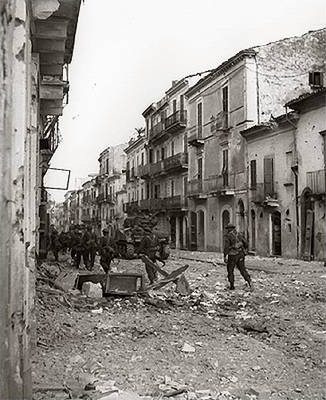
Kanadyjska piechota i czołgi M4 Sherman w czasie bitwy o Ortonę

Bitwa o Ortonę – seria krótkotrwałych, ale zaciętych walk toczonych przez batalion niemieckich Fallschirmjäger (spadochroniarzy) z 1 Dywizji Spadochronowej pod dowództwem generała Richarda Heidricha, z kanadyjskimi siłami uderzeniowymi 1 Dywizji Piechoty generała Christophera Vokesa w dniach 20–28 grudnia 1943 roku. Był to szczytowy moment walk toczonych na adriatyckim froncie we Włoszech w tak zwanym „krwawym grudniu”. Do bitwy, nazywanej przez żołnierzy „Małym Stalingradem” z powodu bezpardonowych, krwawych walk na niewielką odległość, doszło w małej nadadriatyckiej miejscowości Ortona, zamieszkiwanej przed wojną przez około 10 000 osób.

## Podłoże
Uderzenie brytyjskiej 8 Armii na niemieckie pozycje Linii Gustawa na wschód od pasma Apeninów rozpoczęło się 23 listopada forsowaniem rzeki Sangro. Pod koniec miesiąca Linia Gustawa na tym odcinku została w wielu miejscach przełamana i wojska alianckie zaczęły torować sobie drogę ku rzece Moro (7 kilometrów dalej na północ), w ujściu której leży Ortona. W celu sforsowania Moro w początkach grudnia, wyczerpaną brytyjską 78 Dywizję Piechoty zluzowała na prawym skrzydle (nad samym morzem) kanadyjska 1 Dywizja Piechoty. W połowie grudnia, po ciężkich walkach w zimowym błocie, 1 Brygadę Dywizji, która znalazła się w odległości 3 kilometrów od Ortony, zluzowała 2 Brygada, która otrzymała zadanie zajęcia miasta.
Ortona miała ogromne znaczenie strategiczne, jako jeden z nielicznych głębokowodnych portów wschodniego wybrzeża, którego wykorzystanie mogło skrócić linie zaopatrzenia 8 Armii, rozciągające się aż do Bari i Tarentu na odległym południowym krańcu półwyspu. Wojska aliantów musiały więc zdobyć miasto. Ortona wchodziła w skład pasa umocnień Linii Gustawa, wobec czego Niemcy zbudowali w miasteczku cały system wzajemnie się wspierających punktów ogniowych. Wraz z rozkazem „walki do końca o każdy dom”  niemiecka obrona miasta mogła być przeszkodą niemal nie do pokonania.

## Bitwa
Kanadyjczycy mieli przed sobą elementy znanej z waleczności 1 Dywizji Spadochronowej. W jej skład wchodzili żołnierze zahartowani w wielu walkach na wszystkich frontach II wojny światowej, a przy tym, zgodnie z rozkazem Adolfa Hitlera, mieli bronić Ortony za wszelką cenę.
Kanadyjski atak na miasto podjęła 20 grudnia 2 Brygada siłami jednego batalionu wzmocnionego elementami Seaforth Highlanders. Jednocześnie pododdziały 3 Brygady uderzyły na północy miasta, dążąc do oskrzydlenia obrońców i przecięcia ich linii zaopatrzenia i łączności z zapleczem. Postępy były nieznaczne ze względu na trudny teren i zaciekłą obronę niemieckich spadochroniarzy. 
W samym mieście Niemcy wznieśli liczne barykady, a wąskie uliczki wiodące do centralnie położonego Piazza Municipale zasypali gruzem. Jedyna droga, jaką mogły posuwać się naprzód kanadyjskie czołgi, była Corso Vittorio Emanuele, która została gęsto zaminowana; liczne pułapki minowe zbierały obfite żniwo podczas wszystkich ośmiu dni walk. Co więcej, Niemcy porozmieszczali w mieście liczne punkty ogniowe wyposażone w karabiny maszynowe i działka przeciwpancerne, niemal uniemożliwiając postępy czołgów i piechoty. Walki o każdy dom były niezwykle ciężkie, ale w ich trakcie Kanadyjczycy wprowadzili taktykę „mysich dziur”. Taktyka ta polegała na wybijania dziur w ścianach budynków (a domy w Ortonie w większości stykały się ścianami) przy użyciu PIAT-ów, a nawet nieporęcznych w tych warunkach dział przeciwpancernych. Przez tak wybite otwory żołnierze rzucali granaty i ruszali do ataku. Zwykle uderzano na najwyższym piętrze, a potem oczyszczano budynek schodząc coraz niżej w ciągłych walkach wręcz. „Mysie dziury” używane były także do przedostania się z pokoju do pokoju tego samego mieszkania, czasami całkowicie zaskakując przeciwników. Taktyki tej używano również do strzelania w poprzek ulicy, co powodowało czasami znaczne straty po obu stronach. Szczególnie śmiertelnego ataku dokonał niemiecki saper Karl Bayerlein, który wysadził w powietrze budynek wraz z zajmującymi go Kanadyjczykami; tylko jeden kanadyjski żołnierz przeżył. Kanadyjczycy odpowiedzieli takim samym atakiem zabijając wszystkich żołnierzy niemieckich dwóch drużyn.
Po sześciu dniach zaciętych walk do akcji wszedł 3. batalion 2 Brygady, któremu towarzyszyły czołgi 1 Brygady Pancernej z pułku o nazwie Régiment de Trois-Rivières. Wreszcie 28 grudnia, po ośmiu dniach walk, wyczerpane oddziały niemieckie, które nie mogły doczekać się posiłków, wycofały się z miasta. Kanadyjczycy ponieśli jednak znaczne straty, sięgające 25% strat w całej kampanii włoskiej. 
Dane odnośnie do liczby ofiar w ciągu 8-dniowych walk o Ortonę i w czasie całej kampanii grudniowej nie zawsze są ze sobą zgodne. I tak na przykład Mark Zuehlke twierdzi, że straty Kanadyjczyków wyniosły 1375 zabitych i 964 rannych, podczas gdy na stronie Canadiansoldiers.com znajduje się informacja, że straty 1 Dywizji w grudniu (w tym 1 Brygady forsującej rzekę Moro, 2 Brygady walczącej w mieście i 3 Brygady dokonującej manewru oskrzydlającego) wyniosły 4206 ludzi, w tym 695 zabitych. Na Cmentarzu Wojennym w Ortonie znajduje się 1615 grobów, w tym 1375 kanadyjskich (stąd wniosek Zuehlkego) .